# Zona Universitària metróállomás
Zona Universitària egyike a Spanyolországban található barcelonai metró metróállomásainak.

## Metróvonalak
Az állomást az alábbi metróvonalak érintik:
- 3-as metróvonal
- 9-es metróvonal

## Kapcsolódó állomások
Az állomáshoz az alábbi állomások vannak a legközelebb:
- Palau Reial (Trinitat Nova, 3-as metróvonal)
- Collblanc (Estación de Aeroport T1, 9-es metróvonal)